# В мгновение ока
«В мгновение ока» или «От одной секунды до следующей» (англ. From One Second to the Next) — короткометражный документальный фильм режиссёра Вернера Херцога, вышедший на экраны в 2013 году.

## Сюжет
Более 100 тысяч автомобильных аварий случается каждый год по вине водителей, которые обмениваются СМС-сообщениями за рулём. Вернер Херцог исследует четыре таких случая, в мгновение ока не только нанёсших непоправимый урон пострадавшим, но и ставших постоянным кошмаром для самих виновников происшествия: чернокожий подросток, прикованный к инвалидной коляске и дыхательному аппарату; мужчина, сбивший телегу с семьёй амишей; женщина, с трудом разговаривающая и нуждающаяся в постоянном наблюдении; молодой человек, чья неосмотрительность привела к гибели двух человек. Лента завершается призывом отложить телефон во время управления транспортным средством: «Он может подождать» (англ. It Can Wait).